# 许亚非
许亚非（1957年—），河南临颍人，汉族，中华人民共和国政治人物、第十二届全国人民代表大会广东地区代表。原武警廣東省總隊司令员。
毕业于中央党校政法专业。武警少將。2013年，担任全国人大代表。